# ビクトル・ラシチュプキン
ビクトル・ラシチュプキン(ロシア語: Виктор Иванович Ращупкин, ラテン文字転写: Viktor Ivanovich Rashchupkin, 1950年10月16日 - )は、旧ソビエト連邦スヴェルドロフスク州カメンスク・ウラルスキー出身の陸上競技選手。1980年モスクワオリンピックの金メダリストである。

## 経歴
ラシチュプキンは、円盤投の選手として、1980年モスクワオリンピックに出場。66m64の自己ベストを出し、世界記録保持者の東ドイツのヴォルフガング・シュミット、チェコスロバキアのイムリフ・ブガールらを抑え金メダルを獲得した。